# Iustin Văidian
Iustin-Ioan Văidian, né le 5 janvier 2001 à Sibiu, est un coureur cycliste roumain.

## Biographie
Iustin Văidian est originaire de Sibiu. Durant son enfance, il se consacre à la natation,. Il finit toutefois par abandonner cette discipline pour basculer vers le vélo, un sport qu'il pratique depuis ses huit ans. Il participe à ses premières courses cyclistes à l'âge de treize ans. 
Lors de la saison 2019, il se classe deuxième de la course en ligne et troisième du contre-la-montre aux championnats de Roumanie juniors. Il représente par ailleurs son pays dans diverses compétitions internationales. L'année suivante, il devient champion de Roumanie sur route chez les espoirs. Il se fait également remarquer sur le Sibiu Cycling Tour en prenant la huitième place du prologue. 
En 2022, il intègre la formation continentale Mentorise Elite CFX. Toujours actif en équipe nationale, il termine septième de la course en ligne des Jeux de la Francophonie en 2023. Il participe aussi au championnat d'Europe sur route en 2024, parmi les élites.

## Palmarès et résultats

### Par année
- 2019
  - 2e du championnat de Roumanie sur route juniors
  - 3e du championnat de Roumanie du contre-la-montre juniors
- 2020
  -  Champion de Roumanie sur route espoirs
  - 3e du championnat de Roumanie du contre-la-montre espoirs
- 2021
  - 3e du Turul Vrancei
  - 3e du Turul Clujulul
- 2022
  - 3e du Poli Bike Challenge
  - 3e du championnat de Roumanie sur route espoirs
- 2023
  - 3e du championnat de Roumanie du contre-la-montre espoirs
  - 3e du championnat de Roumanie sur route espoirs
  - 3e du Tour The Wall
  - 3e du Turul Vrancei
- 2024
  - Ziridava Road Race :
    - Classement général
    - 1re étape (contre-la-montre)

  - 3e du Turul Deva
- 2025
  - 2e du championnat de Roumanie sur route
  - 2e du Turul Deva
  - 3e du championnat de Roumanie du critérium
  - 3e du championnat de Roumanie du contre-la-montre

### Classements mondiaux
| Année                                 | 2020 | 2021  | 2022  | 2023  | 2024  |
| ------------------------------------- | ---- | ----- | ----- | ----- | ----- |
| Classement mondial                    | 671e | 1545e | 1455e | 1581e | 2103e |
| UCI Europe Tour                       | 543e | 1088e | 991e  | nc    | nc    |
|                                       |      |       |       |       |       |
| Légende : nc = non classéSource : UCI |      |       |       |       |       |